# Hisel

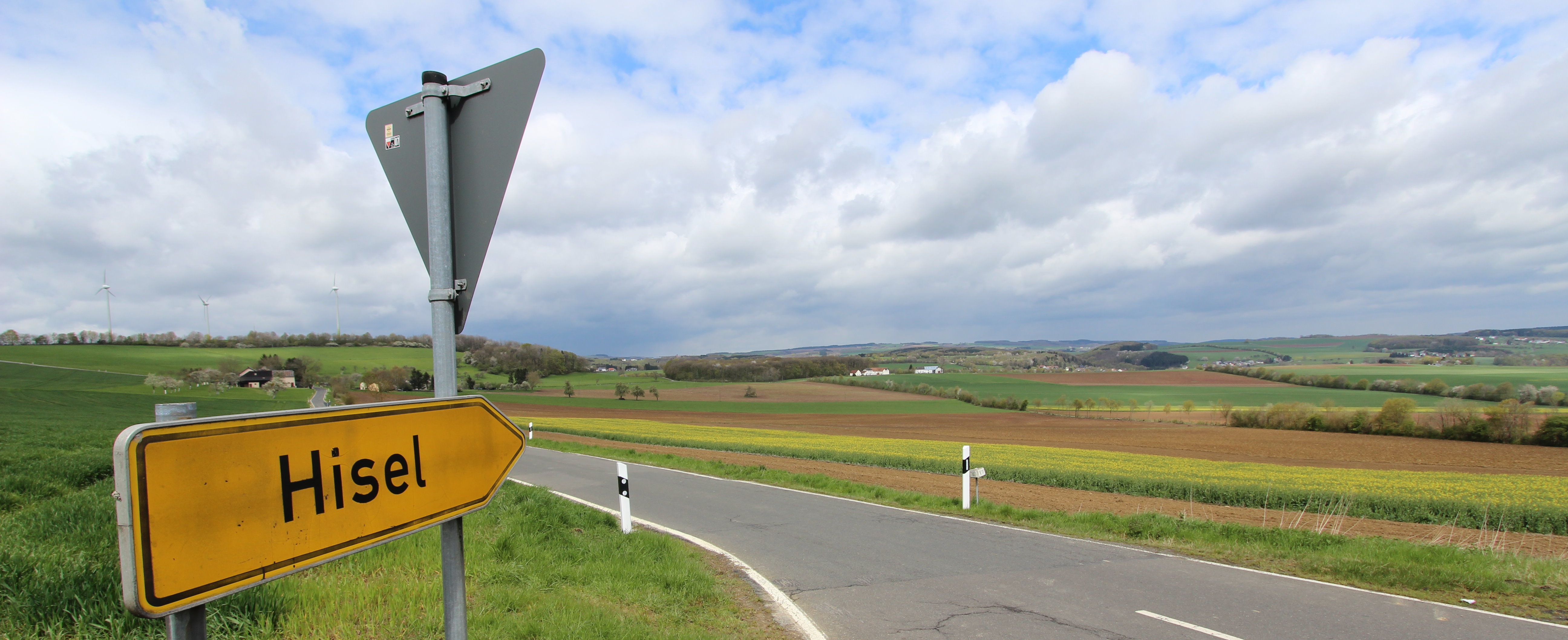
Hisel 2016

Hisel ist ein Straßenzug innerhalb der Ortsgemeinde Brimingen im Eifelkreis Bitburg-Prüm in Rheinland-Pfalz. Bis 2018 bildete Hisel eine eigenständige Gemeinde.

## Geographische Lage
Hisel liegt westlich von Bitburg unweit der B 50. Der größte Teil der Gemarkung wird landwirtschaftlich genutzt, zum Ort gehören 7 ha Wald.

## Geschichte
Der Ort wird 786/787 erstmals als Hoensal erwähnt. Er gehörte bis Ende des 18. Jahrhunderts zur Herrschaft Neuerburg im Herzogtum Luxemburg (Quartier Vianden), ehe er 1815 an Preußen ging und von der Bürgermeisterei Baustert verwaltet wurde.
Hisel hatte 1939 mit 42 Einwohnern einen Höchststand erreicht, seither ist die Einwohnerzahl immer weiter gesunken; 1970 lebten hier 39 Einwohner.
Mit zehn Einwohnern im Jahre 2016 war Hisel das kleinste Dorf im Eifelkreis. Sie lag unter den kleinsten Gemeinden in Deutschland nach Einwohnerzahl auf dem zweiten Platz. Die Ortsgemeinden Brimingen und Hisel verständigten sich auf einen Zusammenschluss zum 1. Januar 2018, Hisel wurde damit in die Ortsgemeinde Brimingen eingegliedert und umbenannt. Heute existiert der Name Hisel nur noch als Straßenbezeichnung innerhalb von Brimingen.
Bevölkerungsentwicklung
Die Entwicklung der Einwohnerzahl von Hisel, die Werte von 1871 bis 1987 beruhen auf Volkszählungen:
| Jahr | Einwohner |
| 1815 | 21        |
| 1835 | 23        |
| 1871 | 32        |
| 1905 | 33        |
| 1939 | 42        |
| 1950 | 41        |

| Jahr | Einwohner |
| 1961 | 30        |
| 1970 | 36        |
| 1987 | 29        |
| 1997 | 19        |
| 2005 | 17        |
| 2015 | 10        |

|                                           |
| Bevölkerungsentwicklung von 1815 bis 2015 |

## Politik
Der letzte Gemeinderat in Hisel bestand aus sechs Ratsmitgliedern, die bei der Kommunalwahl am 25. Mai 2014 in einer Mehrheitswahl gewählt wurden, und dem ehrenamtlichen Ortsbürgermeister Peter Neyses als Vorsitzendem.

## Wappengeschichte
Infolge der Fusion von Hisel und Brimingen wurde ein neues Wappen für die neugegründete Ortsgemeinde entworfen. Aus den beiden alten Wappen wurden hierzu einige Elemente übernommen und teilweise angepasst:

### Ehemaliges Wappen (Hisel)

Blasonierung: Schild von Rot über Silber schräglinks geteilt, links oben ein silbernes Lilienkreuz, rechts unten zwei rote Haselnüsse mit Zweig und Blatt.
Wappenbegründung: Die Farben Rot und Silber stehen für die Zugehörigkeit zur Herrschaft Vianden. Das links obenstehende,  silberne Glevenkreuz weist auf die Echternacher Güter in Hisel hin; das Haselnussblatt steht für den abgeleiteten Ortsnamen und die beiden roten Nüsse für die ehemals zwei Stockgüter.

### Aktuelles Wappen (Brimingen)

Blasonierung: Unter goldenem Schildhaupt, belegt mit sieben roten Ringen (4/3), schräglinks geteilt von Rot und Gold, vorne ein silbernes Glevenkreuz, hinten die grüne Hausmarke des 1730 gegründeten Stockgutes Mayisch, bestehend aus einem aus einer zwiebelartigen Knolle austreibenden Keimling mit vier Keimblättern und je drei gegenständigen Seitentrieben in einem Pflanzgefäß über einer Schale mit Randwulst.
Wappenbegründung: Nach der Fusion besteht weiterhin und allein der Ortsname Brimingen. Von diesem größeren Ortsteil werden die Heroldsfarben Gold und Rot übernommen. Im Schildhaupt werden nun sieben rote Ringe in Gold dargestellt, symbolhaft für insgesamt sieben Stockgüter. Darunter wird die Teilung schräglinks wie im alten Wappen von Hisel beibehalten, aber jetzt mit Rot über Gold. Das silberne Glevenkreuz in Rot wird belassen und die grüne Pflanze des Stockgutes Mayisch unten in Gold eingebracht.

## Kultur und Sehenswürdigkeiten

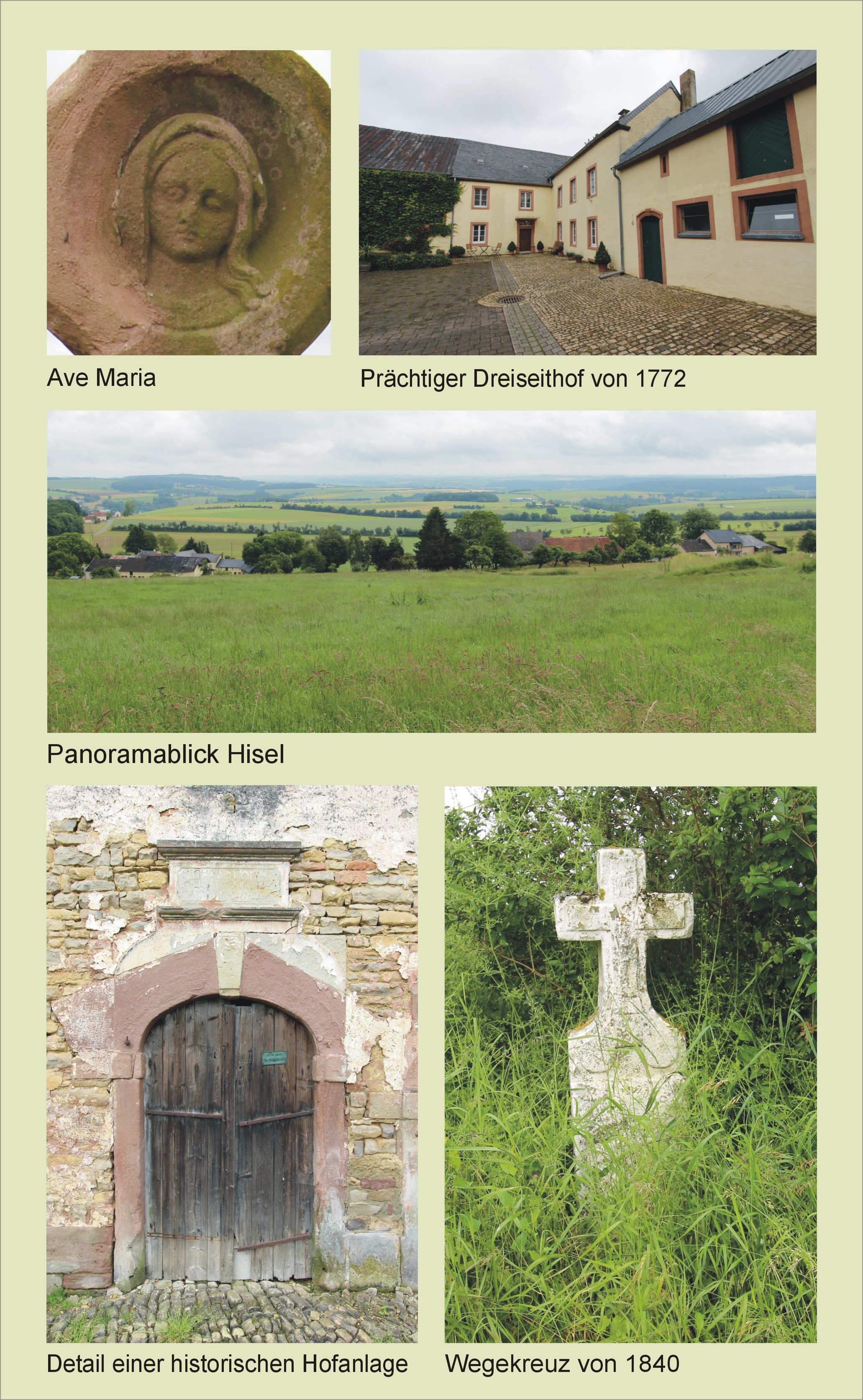
Sehenswürdigkeiten in Hisel

- Ältestes Haus aus dem Jahre 1772 innerhalb der Ortslage
- Mehrere historische Hofanlagen aus dem 18. und 19. Jahrhundert
- Wegekreuz am Burenhof sowie an der B 50

Siehe auch: Liste der Kulturdenkmäler in Brimingen

## Wirtschaft
Im Jahre 2005 wurden im Windpark Hisel (⊙) fünf Windenergieanlagen des Typs Enercon E-40/6.44 (Rotor-Durchmesser 40 m) mit einer Nennleistung von je 600 kW der Firma Net Service GmbH entwickelt und von der Firma Thewindpower in Betrieb genommen.